# Cristian Baroni
Cristian Mark Junior Nascimento Oliveira Baroni, vagy egyszerűen Cristian (Belo Horizonte, 1983. június 25. –) brazil labdarúgó, a Corinthians középpályása.